# Nitrură cubică de bor
Nitrura cubică de bor (în engleză boron nitride, în franceză nitrure de bore, în rusă nitrid bora) este unul dintre materialele abrazive mai recente, folosite la rectificare (abrazare). Nitrura de bor este un compus refractar rezistent termic și chimic, din bor și azot, cu formula chimică BN  (număr egal de atomi din fiecare element). Nitrura de bor se prezintă în mod normal cu o structură atomică stratificată hexagonală denumită h-BN (sau α-BN), similară cu grafitul, însă cu atomi alternativi de azot și bor. Nitrura cubică de bor (NCB) nu se găsește în stare naturală, însă poate fi sintetizată la presiuni și temperaturi comparabile cu cele pentru diamantul sintetic. NCB nu prezintă afinitate pentru metalele de tranziție. În schimb, solvenți/catalizatori cu rezultate bune sunt nitrurile metalice, de exemplu boruri și compuși oxidici dintre care cea mai comună este Li3N. NCB a fost introdusă în SUA prin marca de fabrică Borazon, iar în Rusia, Elbor sau Cubonit.  Utilitatea utilizării ca abraziv rezultă din insolubilitatea în fier, nichel și aliajele acestor metale la temperaturi înalte. NCB prezintă duritate foarte mare, ocupând locul secund, după diamant, pe scara de duritate Knoop sau pe scara Mohs, de aceea se folosește pentru prelucrarea materialelor cu grad de prelucrabilitate scăzut: fonte dure, oțel inox, oțel rapid, pentru ascuțirea sculelor așchietoare etc.

## Morfologia cristalelor
Morfologia granulelor de NCB , ca și cea a diamantului sintetic, poate fi controlată în procesul de sinteză prin vitezele relative de creștere pe planele octaedrice (111) și cubice (100). Acest control se face prin temperatură și presiune, dar și prin  dopaj. Creșterea pe planele (111) predomină, însă din cauza prezenței atât a borului cât și a azotului în rețea, unele plane (111) sunt terminate cu atomi de bor și altele cu atomi N. În general, creșterea planului (111) de bor predomină și morfologia rezultantă a cristalului este un tetraedru trunchiat. În plus, forma poate fi condusă spre morfologii octaedrice sau cubo-octaedrice. Rezultatul net  este că există o mult mai largă disponibilitate potențială a formei granulelor cristaline spre alegere decât pentru diamantul sintetic.
Nitrura de bor pură, stoechiometric echilibrată, sub formă cubică este incoloră însă abrazivii comerciali de NCB prezintă diferite nuanțe de culori chilimbarii/galbene, brune până la negru, în funcție de cantitatea și tipul de dopanți prezenți. Se consideră că o nuanță neagră se datorează unui exces de bor.
După unele surse în România la fabrica de diamante sintetice Dacia București s-au obținut cristale de diamante sintetice, precum și cristale de nitrură cubică de bor.